# ナスターシャ・キンスキー

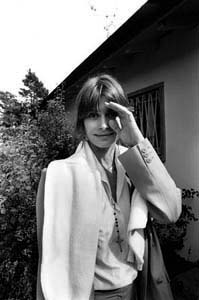
1989年、撮影

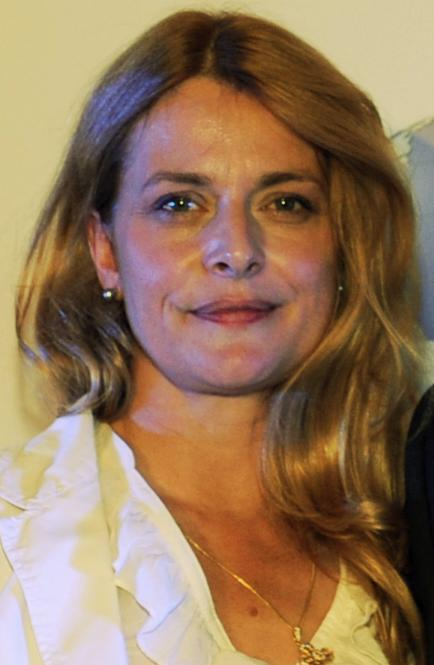
2009年、撮影

ナスターシャ・キンスキー（Nastassja Kinski [nasˈta.sɪ̯a ˈkɪns.ki] ( 音声ファイル), 1961年1月24日 - ）は、旧西ベルリン出身の女優である。
本名はナスターシャ・ナクシンスキ。父親はドイツ人で俳優のクラウス・キンスキー（クラウス・カール・ギュンター・ナクシンスキ）、母親もドイツ人のブリギッテ・ルート・トッキ (Brigitte Ruth Tocki) 。母語以外に英語、フランス語、イタリア語、ロシア語を話し、国際的に活躍している。渡辺祥子編『美しき野獣 ナスターシャ・キンスキー』(1982年芳賀書店)では、スラヴ風の名前の由来について、ロシアの血を1/4持つクォーターのドイツ人であると紹介されている。

## 来歴
両親の離婚に伴い、幼少期は母親と共にミュンヘン、ローマ、ベネズエラ、パリなどを転々とした。13歳のときにヴィム・ヴェンダースに見出されて『まわり道』で子役として映画デビュー。一時期モデルだったこともあった。『テス』の撮影前にはニューヨークのリー・ストラスバーグのもとで演技を学んだ。
2015年、トランシルバニア国際映画祭で世界的功労賞を受賞。

### プライベート
80年代初期にデミ・ムーアとルームメイトとして同じ部屋に住んでいた。
1984年6月29日、俳優のヴィンセント・スパーノとの間に息子アリョーシャが生まれるが、同年結婚した映画制作者イブラヒム・ムッサとの間の子として育てられる。ムッサとの間にはもう一人1986年3月2日に娘ソーニャが生まれているが、1992年に離婚している。1992年から1995年までミュージシャンのクインシー・ジョーンズと暮らし、1993年2月9日に娘ケーニャが生まれている。恋多き女性として有名で、ロマン・ポランスキー、ミロシュ・フォアマン、マルチェロ・マストロヤンニ、ルドルフ・ヌレエフ、ジェラール・ドパルデュー、ロブ・ロウらとの交際歴がある。
ムッサとの娘のソーニャ・キンスキーはモデル・女優として、ジョーンズとの娘ケーニャ・キンスキー・ジョーンズはモデルとして活躍中。

## 主な出演作品
| 公開年 | 邦題 原題                                                             | 役名                       | 備考                                 |
| ------ | --------------------------------------------------------------------- | -------------------------- | ------------------------------------ |
| 1975   | まわり道 Falsche Bewegung                                             | ミニョン                   |                                      |
| 1976   | 悪魔の性キャサリン To the Devil, a daughter                           | キャサリン                 |                                      |
| 1977   | 危険な年頃 Tatort: Reifezeugnis                                       | ジーナ                     | テレビシリーズ                       |
| 1977   | レッスンC Leidenschaftliche Blümchen                                  | デボラ・コリンズ           |                                      |
| 1978   | 今のままでいて Così come sei                                          | フランチェスカ             |                                      |
| 1979   | テス Tess                                                             | テス                       | ゴールデングローブ賞 新人女優賞 受賞 |
| 1982   | ワン・フロム・ザ・ハート One From the Heart                           | レイラ                     |                                      |
| 1982   | キャット・ピープル Cat People                                         | アイリーナ                 |                                      |
| 1983   | 哀愁のトロイメライ Frühlingssinfonie                                  | クララ・シューマン         |                                      |
| 1983   | 愛と死の天使 Exposed                                                  | エリザベス・カールソン     |                                      |
| 1983   | 溝の中の月 La Lune dans le caniveau                                   | ロレッタ・チャニング       |                                      |
| 1984   | 殺したいほど愛されて Unfaithfully Yours                               | ダニエラ・イーストマン     |                                      |
| 1984   | ホテル・ニューハンプシャー The Hotel New Hampshire                    | スージー・ザ・ベア         |                                      |
| 1984   | パリ、テキサス Paris, Texas                                           | ジェーン・ヘンダーソン     |                                      |
| 1984   | マリアの恋人 Maria's Lovers                                           | マリア                     |                                      |
| 1985   | ハーレム Harem                                                        | ダイアン                   |                                      |
| 1985   | レボリューション めぐり逢い Revolution                                | デイジー                   |                                      |
| 1987   | 恋の病い Maladie d'amour                                              | ジュリエット               |                                      |
| 1988   | マグダレーナ/『きよしこの夜』誕生秘話 Magdalene                       | マグダレーナ               |                                      |
| 1989   | ムーンリットナイト In una notte di chiaro di luna                     | Joëlle                     |                                      |
| 1990   | 太陽は夜も輝く Il Sole anche di notte                                 | クリスティナ               |                                      |
| 1993   | 時の翼にのって/ファラウェイ・ソー・クロース! In weiter Ferne, so nah! | ラファエラ                 |                                      |
| 1994   | ハードジャッカー/標高10,000フィートの死闘! Crackerjack                | カティア                   |                                      |
| 1994   | ターミナル・ベロシティ Terminal Velocity                              | クリス・モロー             |                                      |
| 1996   | ダニエル・スティール/標的 The Ring                                    | アリアナ                   | テレビ映画                           |
| 1996   | ザ・ブロンド La bionda                                                | クリスティーン             |                                      |
| 1997   | ファーザーズ・デイ Fathers' Day                                       | コレット・アンドリュース   |                                      |
| 1997   | ザ・タブー/暴かれた衝撃 Little Boy Blue                               | ケイト・ウエスト           |                                      |
| 1997   | ワン・ナイト・スタンド One Night Stand                                | カレン                     |                                      |
| 1997   | ベラ・マフィア/ファミリーの女たち Bella Mafia                         | ソフィア・ルチアーノ       | テレビ映画                           |
| 1998   | セイヴィア Savior                                                     | マリア・ローズ             |                                      |
| 1998   | 僕らのセックス、隣の愛人 Your Friends & Neighbors                     | チェリ                     |                                      |
| 1998   | スーザンズ・プラン 殺せないダーリン Susan's Plan                      | スーザン・ホランド         |                                      |
| 1998   | マイ・ハート、マイ・ラブ Playing by Heart                             | 弁護士                     | クレジットなし                       |
| 1999   | ロスト・サン The Lost Son                                             | デボラ                     |                                      |
| 1999   | イントルーダー 侵入者 The Intruder                                    | Badge Muller               |                                      |
| 2000   | ある夏の日 A Storm in Summer                                          | グロリア・ロス             | テレビ映画                           |
| 2000   | バイオ・クライシス Quarantine                                         | ガレン・ブロンティ         | テレビ映画                           |
| 2001   | エクスタシー・ワンス・モア 愛をもう一度… Cold Heart                   | リンダ・クロス             |                                      |
| 2001   | 罠 WANA Blind Terror                                                  | スーザン                   | テレビ映画                           |
| 2001   | めぐり逢う大地 The Claim                                              | エレーナ・バーン           |                                      |
| 2001   | フォルテ Town & Country                                               | アレックス                 |                                      |
| 2001   | アメリカン・ラプソディ An American Rhapsody                           | Margit                     |                                      |
| 2001   | セックスダイアリー Diary of a Sex Addict                              | ジェーン・ボルドー博士     | ビデオ作品                           |
| 2001   | 怪奇異星物体 The day the world ended                                  | ジェニファー・スティルマン | テレビ映画                           |
| 2001   | トリプル・クロッシング Beyond the City Limits                         | ミシャ                     |                                      |
| 2003   | シークレット・パラダイス Paradise Found                               | Mette Gauguin              |                                      |
| 2003   | 危険な関係 Les liaisons dangereuses                                   | Madame Maria de Tourvel    | テレビ・ミニシリーズ                 |
| 2004   | レディ・ダルタニアン 新・三銃士 La Femme Musketeer                    | レディ・ボルトン           | テレビ映画                           |
| 2006   | インランド・エンパイア Inland Empire                                  | ザ・レディ                 |                                      |
| 2013   | Sugar                                                                 | Sister Nadia               |                                      |

### テレビCM（日本）
- サントリー ワイン レゼルブ（1982年）
- Lux（化粧石鹸）
- ジャパンライフ（寝具）※息子のアリョーシャと共演。